# 中山大学附属第三医院
中山大学附属第三医院（The Third Affiliated Hospital of Sun Yat-sen University），简称中山三院，是一家院本部位于广东省广州市天河區的三级甲等医院，隶属于中山大学，由中华人民共和国国家卫生健康委员会直管。该院成立于1971年7月17日，原名中山医科大学附属第三医院。2001年，中山医科大学与中山大学合并，该院改为现名。
中山三院以肝脏内外学科最为知名，有“治肝病到三院”之称。肝病、脑病、免疫性疾病三大学科群为医院重点布局学科。

## 院区

### 天河院区（院本部）

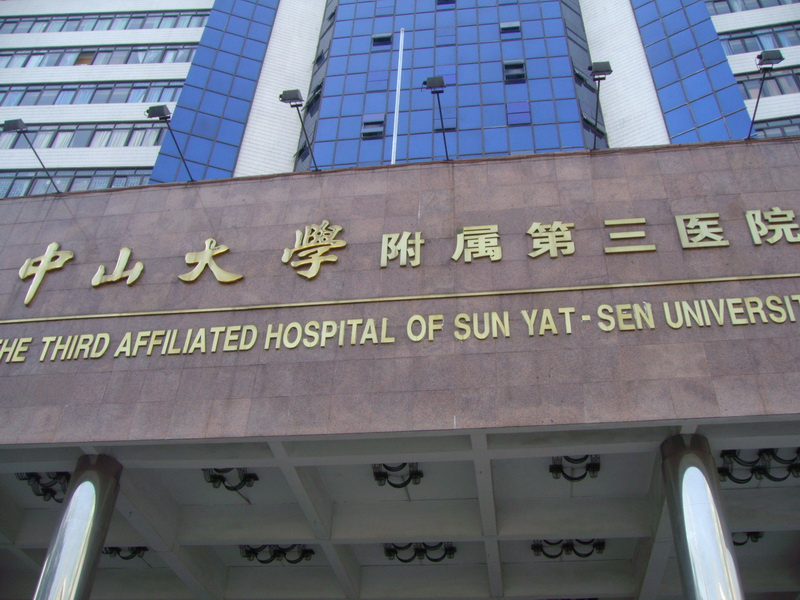
天河院区（院本部）1号楼（门诊楼）

中山大学附属第三医院天河院区（院本部），地处广州市天河区石牌岗顶的中山大道、天河体育中心东侧，前身为1971年7月17日成立的中山医学院石牌门诊部，是首家进驻广州市天河区的医疗机构。1972年6月，中山医学院传染病学科整体迁入石牌门诊部。1973年4月10日，升格为中山医学院（现中山大学）附属第三医院。1995年6月29日，该院被评为“三级甲等医院”。2010年12月28日，天河院区3号楼（综合楼）正式开业。

### 萝岗院区（岭南医院）

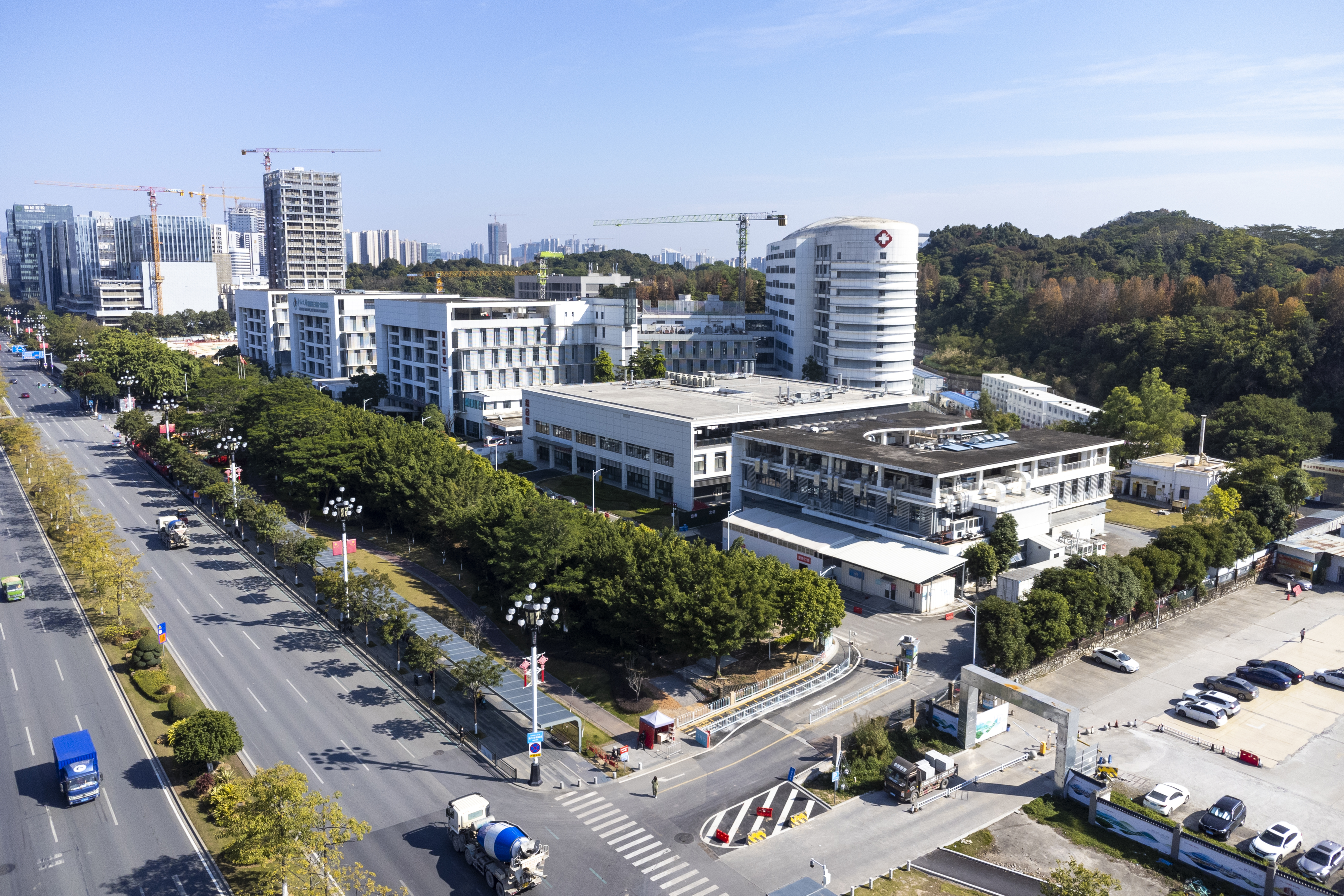
萝岗院区（岭南医院）

中山大学附属第三医院萝岗院区（岭南医院）于2011年8月29日正式启用（并于同年9月8日举办启用典礼），是由原广州市萝岗区政府和中山大学合作共建的综合性三级甲等医院。2024年11月30日，萝岗院区（岭南医院）二期落成。

### 梅州院区（粤东医院）
中山大学附属第三医院粤东医院创建于1937年，前身为梅县人民医院。2014年2月，梅县区人民政府和中山大学签署合作托管框架协议，将建成后的梅县人民医院新院区全权委托中山三院经营管理，并冠名为“中山大学附属第三医院粤东医院”。经过五年的筹备和建设，粤东医院于2014年10月8日正式启用，并于2018年6月20日成为梅州市首个三级甲等综合性医院。

### 肇庆院区（肇庆医院）
中山大学附属第三医院肇庆医院由肇庆市与中山三院合作建设，2021年11月22日正式启用。

## 交通

### 天河院区
- 公交车：岗顶站
- 地铁：三号线岗顶站

### 萝岗院区
地铁：苏元站